# Пукст Григорій Костянтинович
Григорій Костянтинович Пукст (27 листопада 1900, Гомель — 11 листопада 1960, Мінськ) — білоруський радянський композитор, Заслужений діяч мистецтв БРСР (1955).

## Біографія
Закінчив Московську консерваторію в 1928 році (клас композиції Г. Е. Конюса).

## Твори
- «Машека» (опера, за поемою Я. Купали «Могила лева», 1945).
- «Маринка» (опера, Мінськ, 1955).